# Nicolas Conte
Nicolas Conte (ur. 26 grudnia 1973 Annecy) – francuski snowboardzista. Jego najlepszym wynikiem na mistrzostwach świata jest 5. miejsce w gigancie na mistrzostwach w San Candido. Startował ponadto w gigancie na igrzyskach w Nagano, ale nie ukończył zawodów. Najlepsze wyniki w Pucharze Świata osiągnął w sezonie 1997/1998, kiedy to zajął 20. miejsce w klasyfikacji generalnej, a w klasyfikacji giganta był pierwszy.
W 1998 r. zakończył karierę.

## Sukcesy

### Igrzyska olimpijskie
| Miejsce | Dzień    | Rok  | Miejscowość | Konkurencja | Zwycięzca       |
| ------- | -------- | ---- | ----------- | ----------- | --------------- |
| DNF     | 8 lutego | 1998 | Nagano      | Gigant      | Ross Rebagliati |

### Mistrzostwa Świata
| Miejsce | Dzień       | Rok  | Miejscowość | Konkurencja | Zwycięzca      |
| ------- | ----------- | ---- | ----------- | ----------- | -------------- |
| 5.      | 22 stycznia | 1997 | San Candido | Gigant      | Thomas Prugger |

### Puchar Świata

#### Miejsca w klasyfikacji generalnej
- 1996/1997 - 82.
- 1997/1998 - 20.

#### Miejsca na podium
1. Tignes – 29 listopada 1996 (gigant) - 2. miejsce
2. Tignes – 14 listopada 1997 (gigant) - 2. miejsce
3. Sestriere – 8 grudnia 1997 (gigant) - 1. miejsce
4. Whistler – 11 grudnia 1997 (supergigant) - 2. miejsce
5. Whistler – 12 grudnia 1997 (gigant) - 1. miejsce